# Jan Łączyński
Jan Łączyński (zm. ok. 1601) – polski prawnik, sekretarz królewski (od 1588), pisarz ziemski przemyski (1589–1595), stolnik przemyski (1595–1599), pisarz grodzki krakowski (1585–1599), burgrabia zamku krakowskiego (od 1588). Autor popularnego Kompendium sądów Króla Jegomości. Z rękopiśmiennych kopii jego prac prawniczych korzystali m.in. Tomasz Drezner, Teodor Zawacki czy Grzegorz Czaradzki.

## Życiorys
Pochodził z drobnej szlachty mazowieckiej. Był synem Jana, dziedzica części wsi Samogoszcz i Podwierzbie, oraz Zofii z Czermińskich. W 1570 roku zapisał się do Akademii Krakowskiej. Rozpoczął praktyczną działalność prawniczą w 1578 roku. Należał do stronników Jana Zamoyskiego i wraz z nim poparł elekcję Zygmunta Wazy. Na sejmie koronacyjnym w 1588 roku został powołany w skład komisji delegowanej do przygotowania reformy prawa koronnego. Podobną funkcję otrzymał także na sejmie pacyfikacyjnym w 1589 roku. W tym samym roku wyruszył z tajną misją do arcyksięcia Ernesta Habsburga, aby negocjować w sprawie odstąpienia mu polskiej korony przez Zygmunta III.
W 1590 roku popadał w królewską niełaskę. Dopiero w 1594 roku, niedługo po ofiarowaniu królowi Kompendium sądów Króla Jegomości, jego sytuacja poprawiła się. Nastąpiła wypłata zaległych rat uposażenia, a pisarstwo ziemskie zamieniono mu na urząd stolnika przemyskiego. W 1599 roku z powodu złego stanu zdrowia zrzekł się zajmowanych urzędów. Zmarł w 1601 roku lub wiosną 1602 roku.
Był żonaty z Anną Łyczkówną z Ryglic. Miał z nią dwoje dzieci: córkę Zuzannę, żonę Jana Obałkowskiego, oraz syn Kacpra, który zmarł w młodym wieku. 

## Twórczość

### Utwory drukowane
- Wiersze: Na cześć wielebnego świętego Jacinkta patrona swego..., oraz Do własnych potomków świętego Jacinkta..., zamieszczone w dziele Antoniego Grodzickiego O żywocie, cudach y postępku kanonizacyey Błogosławionego Jacinkta... (Kraków 1595).

### Materiały
- Krótkie praca prawnicza: Loci communes forenses iuris terrestris Polonici..., w rękopisach Biblioteki Narodowej Ossolineum, Ossol. 80 (autograf) i 1462, zadedykowane kasztelanowi podlaskiemu Marcinowi Leśniowolskiemu. Według Z. Kolankowskiego określenie autora tytułem burgrabiego krakowskiego dowodzi, że mogło ono powstać najwcześniej w 1588 roku.
- Najważniejsza praca J. Łączyńskiego zatytułowana: Compendium decretorum regalium... (tytuł w j. łacińskim odnaleźć można jedynie w autografie Ossol. 80), lub powszechniej w wielu wersjach: Compendium sądów króla Jegomości, prawem koronnym na dwie części rozdzielone... Praca przygotowana na rozkaz króla i dedykowana mu 28 grudnia 1594 roku. Egzemplarz podarowany Zygmuntowi III Wazie (Pol. F. II. 84) został zwrócony Polsce po traktacie ryskim, lecz spłonął w gmachu Biblioteki Narodowej podczas powstania warszawskiego w 1944 roku. Było to pierwsze opracowanie polskiego prawa procesowego. Znanych jest jego kilkadziesiąt kopii rękopiśmiennych. Edycję krytyczną Compendium wydał w swojej monografii Z. Kolankowski (1960). Compendium już w okresie staropolskim doczekało się także popularnego tłumaczenia na język łaciński. Sporządził je w 1609 roku nieznany skądinąd Daniel Tornay na potrzeby rady miasta Gdańska. W 1612 rok ten sam autor zadedykował drugą wersję swojego tłumaczenia radzie miasta Torunia.
- Compendium iuris Polonici... (autorstwo prawdopodobne), znane jedynie z rękopisu Ossol. 1462. Dzieło to było efektem współpracy Jana Łączyńskiego z pisarzem grodzkim radomskim Janem Wieszcykim. Podobnie jak Compendium sądów powstało na polecenie króla, zapewne jako projekt jego rozszerzonej wersji. Zdaniem Z. Kolankowskiego określenie Łączyńskiego w tytule pisarzem ziemskim przemyskim datuje powstanie pracy na lata 1589–1595. Pierwszą część dzieła stanowiło kilka ustępów Compendium sądów. Druga, znacznie obszerniejsza, została napisana wyłącznie w języku łacińskim.
- Corpus iuris Polonici... (autorstwo wątpliwe), znane jedynie z rękopisu Ossol. 1462. Dzieło to składa się ze streszczeń statutów i konstytucji sejmowych w układzie rzeczowym.